# Gog (Marvel Comics)
Gog é um personagem fictício dos quadrinhos da Marvel Comics. Criado por Roy Thomas e Gil Kane, ele apareceu pela primeira vez em The Amazing Spider-Man #103, em Dezembro de 1971.

## Descrição
Gog é um monstro alienígena reptiliano gigantesco e muito forte, com inteligência que lhe permite entender os humanos e realizar complexas tarefas.
Em sua primeira aventura ele enfrentou o Homem-Aranha, que fazia parte como Peter Parker de uma expedição à Terra Selvagem, financiada por J. Jonah Jameson e guiada por Ka-Zar e Zabu. Era acompanhado também de sua namorada à época, Gwen Stacy. 
Gog estava perdido na floresta, em meios aos destroços de uma nave alienígena e ainda pequenino, quando foi encontrado por Kraven, que conquistou a sua amizade e o usou para tentar dominar a Terra Selvagem. Foi Kraven quem o chamou de Gog, em referência ao Gog bíblico.
Depois de outra batalha com Ka-Zar, Gog seria encontrado pelo Doutor Octopus, que o colocou como membro do Sexteto Sinistro.